# Руська Поляна (Румунія)
Руська Поляна (рум. Poienile de sub Munte, також відоме як Поляни) — село в Румунії, у повіті Марамуреш, що є частиною Мараморощини. Входить до складу однойменної комуни.

## Географія
Географічні координати Руської Поляни: 47°49' пн. ш. 24°26' сх. д. Часовий пояс — UTC+2, з переходом на літній час UTC+3. Довжина Русь Поляни з півночі на південь — 1,7 км, зі сходу на захід — 3,5 км.
Село розташоване в північній частині Мармарощини, на відстані 11 км від кордону з Україною. Через село протікає річка Рускова.
Ґрунтова дорога веде через вододільний хребет Чивчинських гір Копілаським перевалом до села Зелене Верховинського району Івано-Франківської області. Попри десятиріччя обіцянок обласних керівників про відкриття пішохідного переходу такий проєкт залишається малоймовірним.

## Історія

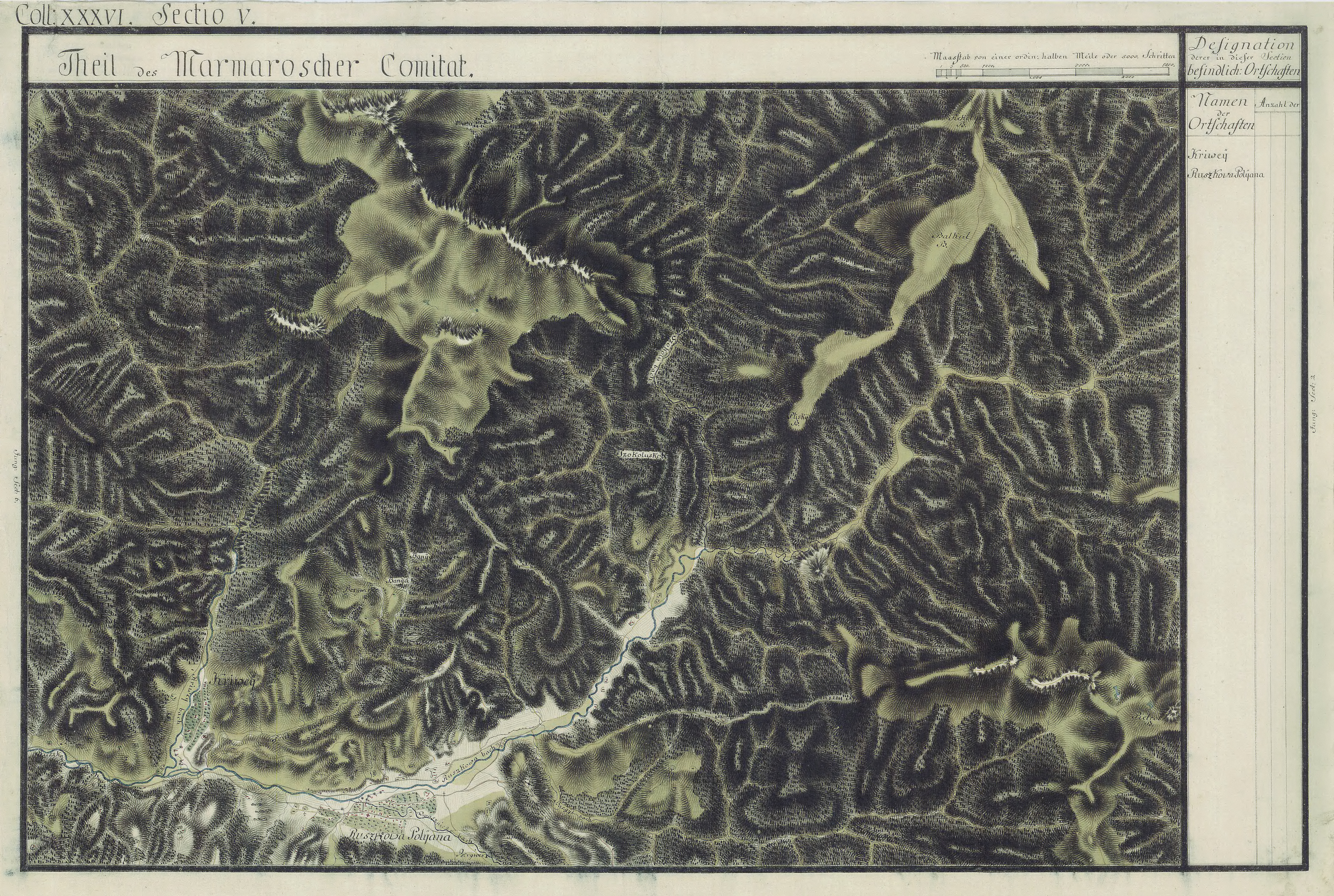
Руська Поляна на Жозефінській карті Марамуреша, 1782-85 рр.

Гуцульське село було засноване у 1353 році. Окрім традиційного самодостатнього маятникового вівчарства, його мешканці включали зброярів, ковалів та мисливців на хутра. У XVII століття село мало сформувало компактне поселення. У 1566 році населення села було знищене чумою, пам'ять про яку досі живе в місцевій традиції, а місце чумного кладовища захищене прикордонною назвою.
У 1845 році воно отримало право проводити щорічний (всенародний) ярмарок. З 1875 року єврейська громада мала свого рабина. Євреї Руської Поляни були релігійно пов'язані з хасидськими рабинами Тейтельбаумом Марамарош-Сігета.
Століттями село було природним кордоном між Угорським королівством і Галичиною.
Між 1941 і 1944 роками, як частина лінії Арпада, угорська армія побудувала бункери у вузьких ділянках Руської Поляни і особливо в гирлі струмка Бардау. Лінія не була відкрита. Лінію не було розгорнуто. У першій половині 1945 року під час радянської окупації повіт перебував під впливом українських націоналістів Івана Одовічука. У цей час відбулося кілька прорадянських та антирумунських демонстрацій. Українські партизани продовжували партизанську війну у горах до 1949 року. 1952 року в селі було створено єпископський центр українських греко-католиків, яких пізніше змусили перейти до Румунської православної церкви.
Як гірське село, Руська Поляна не була колективізована. У центральній частині населеного пункту збудовано блокгаузи.
Село має п’ятидесятницьку громада, заснована в 1960-х роках, зараз є найбільшою сільською п’ятидесятницькою громадою в Румунії.
Серед чоловіків існує давня традиція деревообробки у віддалених повітах. В останній третині XX століття багато жителів переїхали в Банат, де вони раніше працювали на лісозаготівлі. Сьогодні збір молока припинився, тому мешканці не можуть прожити виключно тваринництвом. Більшість із них працює в Іспанії, Португалії чи інших країнах Західної Європи. Характерно, що люди з розрізнених будинків селяться в будинках біля дороги.
Русини Руської Поляни перебувають, мабуть, у початковій фазі мовного обміну. Більшість володіють як Русинською, так і румунською мовами. Старші люди не знають румунської, а деякі молоді люди не говорять місцевим гуцульським говором.
У 2008 році сільський голова Степан Онча заявив у необхідності створення пропускного пункту на румунсько-українському кордоні з Івано-Франківської області. Він вважав, що у людей, які живуть обабіч кордону, схожі назви гір і полонин, імена і прізвища, звичаї та традиції:
|  | Ми гуцули, як і жителі Верховинщини. Я ще розмовляю українською, але моїм дітям важко утримувати зв’язок. Цей проєкт має сприяти тому, щоб ми не забули рідну мову, свої традиції. Хочемо ходити один до другого і, спілкуючись, підтримувати нашу національну ідентичність. |

10 вересня 2021 року депутати Івано-Франківської обласної ради звернулись до прем’єр-міністра та Верховної Ради України, щоб відкрити пропускний пункт на українсько-румунському кордоні між селами Шибене Верховинського району та Руської Поляни Марамурешського повіту.

## Населення

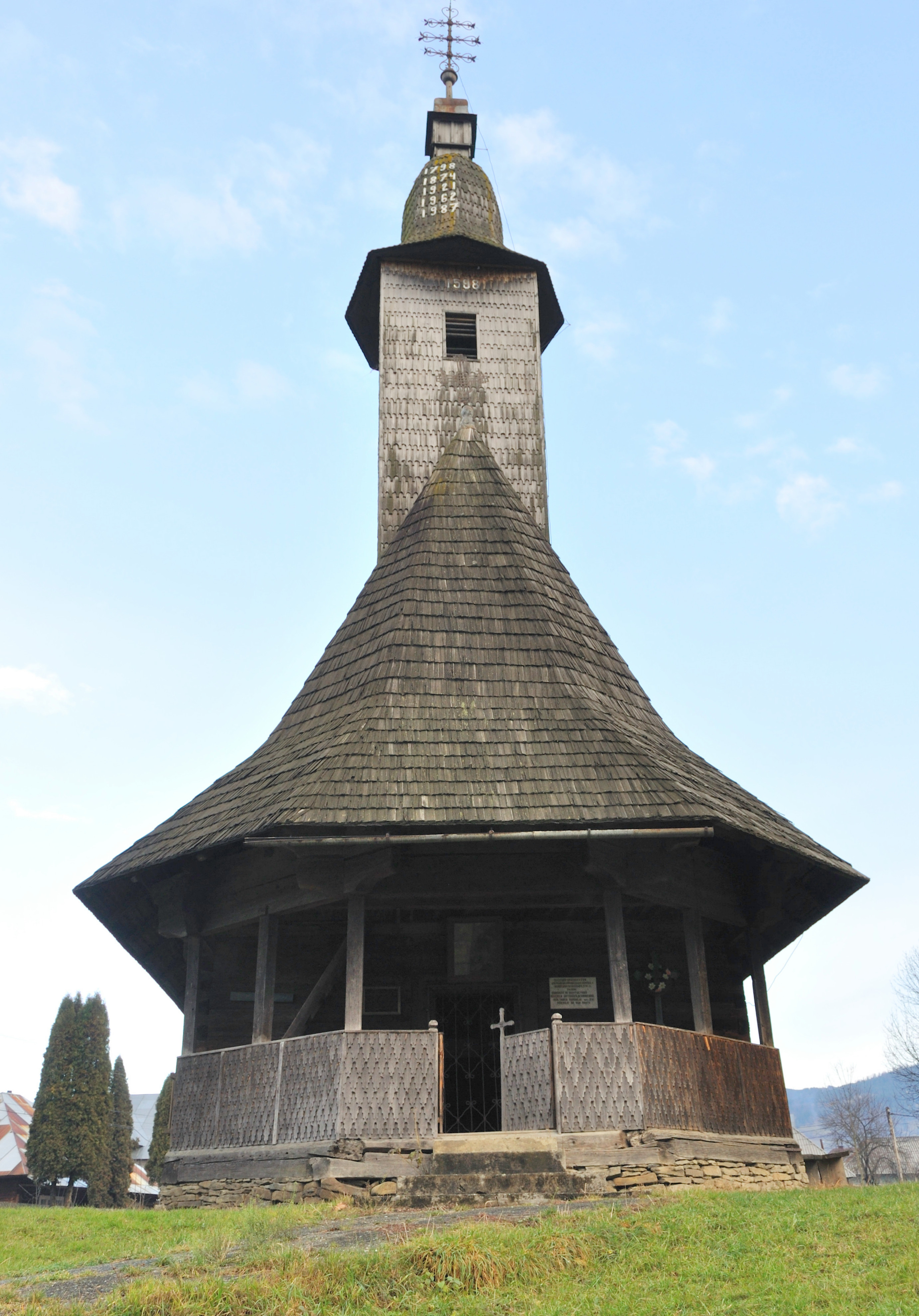

З плином часу відбувалися коливання чисельності населення, що обумовлено соціальними, економічними і політичними умовами. За даними перепису населення 2002 року населення території, підпорядкованій селу, становило 10 033 особи. Найбільшу частину населення села складали українці. У населенні були присутні такі етнічні групи:
- українці — 9711;
- румуни — 253;
- угорці — 60;
- німці — 5;
- вірмени — 3;
- цигани — 2;
- росіяни — 2;
- євреї — 1.

## Меморіал
Німецька армія побудувала в 1917 році в 1 км на захід від Поляни військовий цвинтар, де поховано 90 німецьких солдатів. Кладовище огородили дерев'яним парканом і дротом. На полі вже немає ознак лідера. Але нещодавно хрест поставили.

## Визначні пам'ятки
- Українська дерев'яна церква[ro], побудована у 1798 році;
- Українська церква «Зіслання Святого Духа» (Biserica ucrainiană cu hramul «Pogorârea Duhului Sfânt»);
- Пам'ятник радянським воїнам, що загинули у роки Другої світової війни.

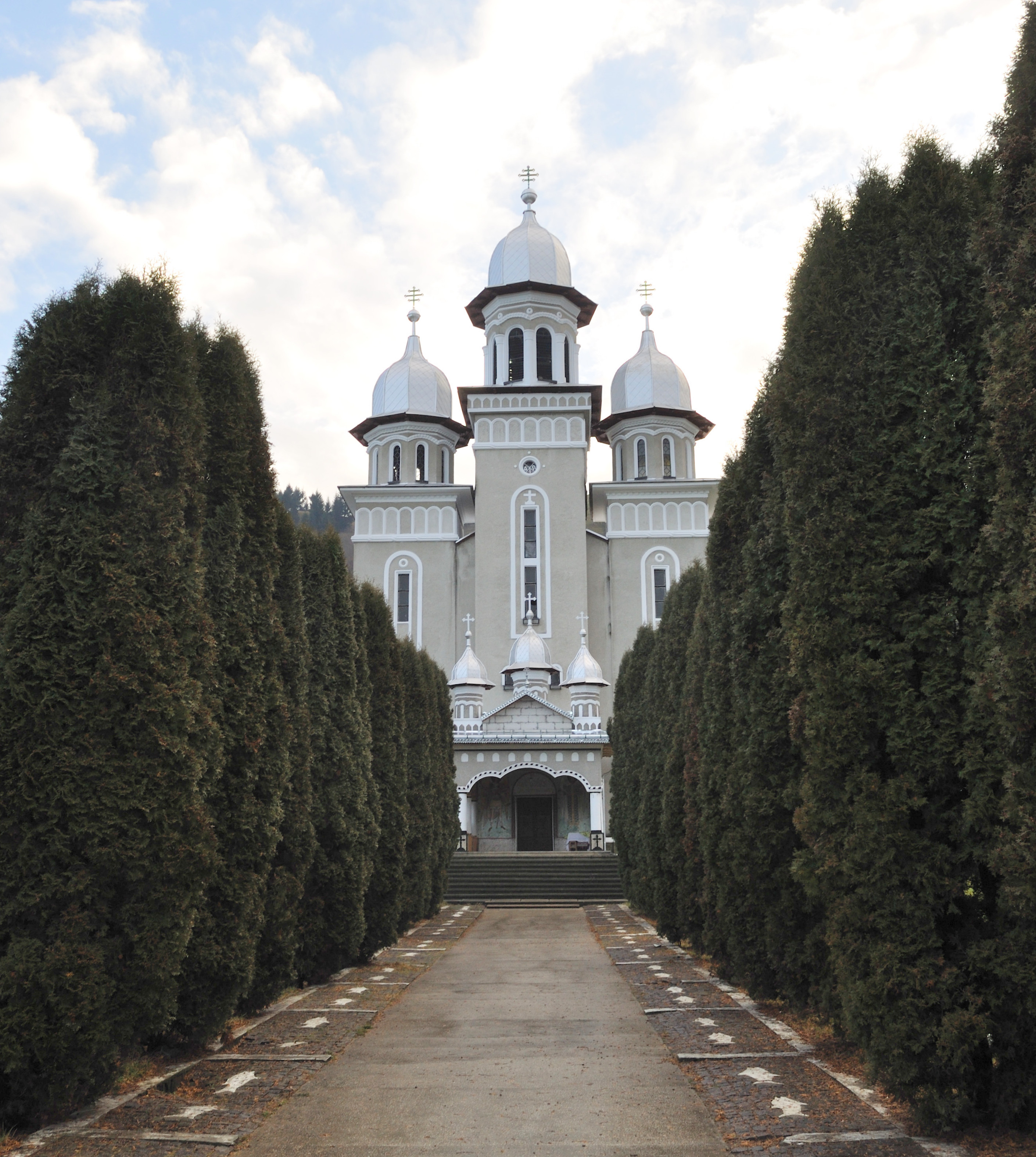
Українська церква «Зіслання Святого Духа» (1984)

Невелике льодовикове озеро, розташоване на сідловині, що з’єднує Варфул-Фаркау та Варфул-Міхайлеку, на висоті 1615 м. Перебуваючи в рівновазі між басейном Віндерель, звідки воно походить від своєї назви, орієнтованим на захід, воно посилає свої води на схід у басейні Соколау, на схилі Groapa Julii, який відділяє його лише на 2 м від хребта. Озеро розташоване біля витоку потоку Віндерел, має овальну форму та орієнтоване у напрямку схід-захід. Його довжина 155 м, максимальна ширина 85 м, площа 0,90 га. Максимальна глибина 5,5 м, знаходиться в 35 м від східного берега. Береги порослі травою і пологий спускаються до озера, на сході – ялівцеві гаї. Озеро живиться сніговою водою, водозбірним конусом і дощовою водою, а також кількома болотистими ямами на південному березі. Гідрографічний басейн Віндерель має найбільший проливний характер схилів із зсувами кожного разу, коли йде дощ, і вода переносить все на своєму шляху, а в місці впадання в річку Репедя за останні 50 років утворився конус стоку з висотою понад 26 м.
Туристичний маршрут: Cabana Cosnea — Piatra Socolau — Stânișoara — Creasta Mihăilecu — Lake Vinderel, (тривалість: 4-5 годин).

## Відомі люди
- Степан Бачута (нар. 1944) — член української меншини в парламенті Румунії (з 2005)

## Галерея

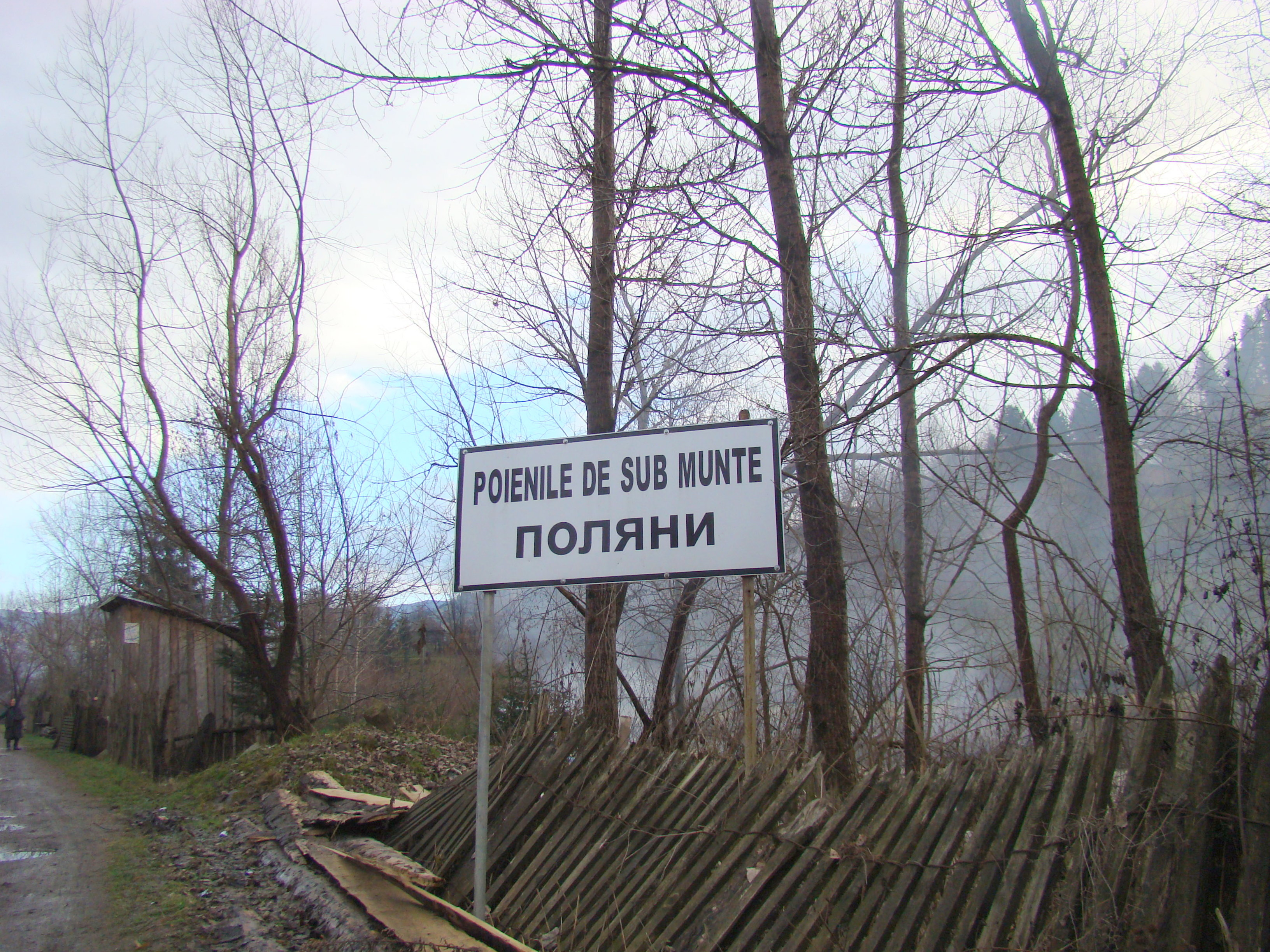
Табличка перед в'їздом у село
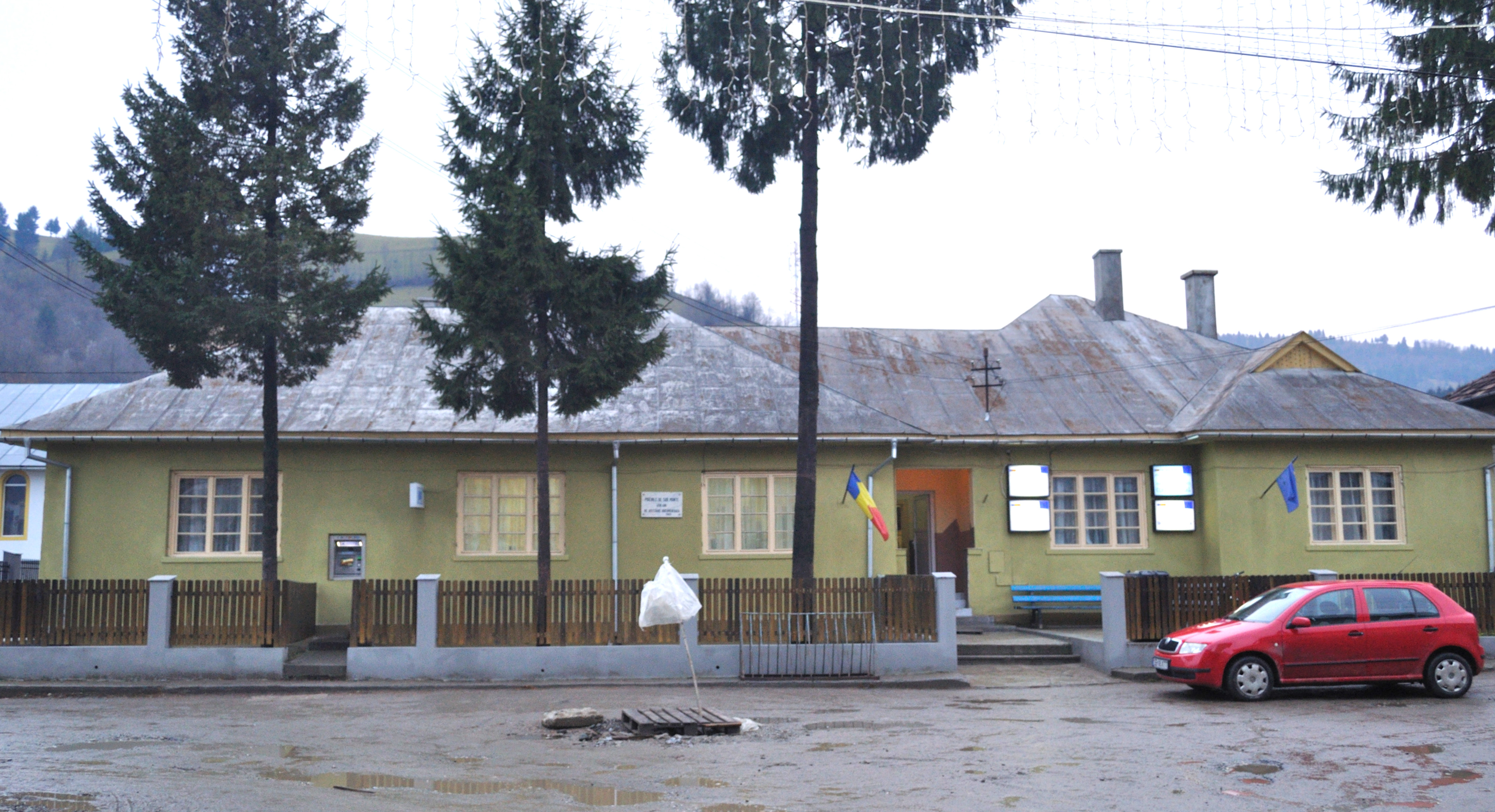
Будівля місцевої влади
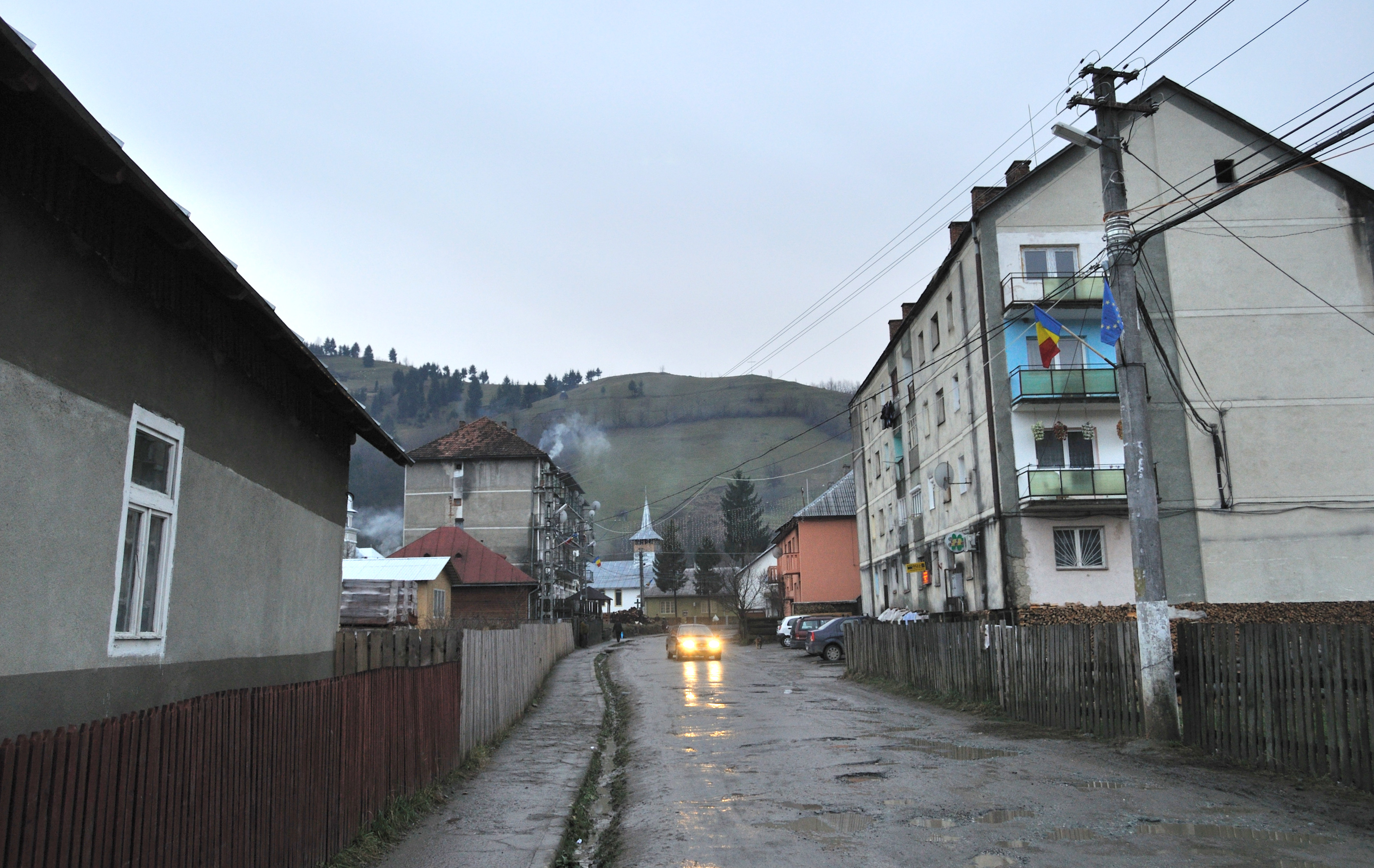
Громадський центр
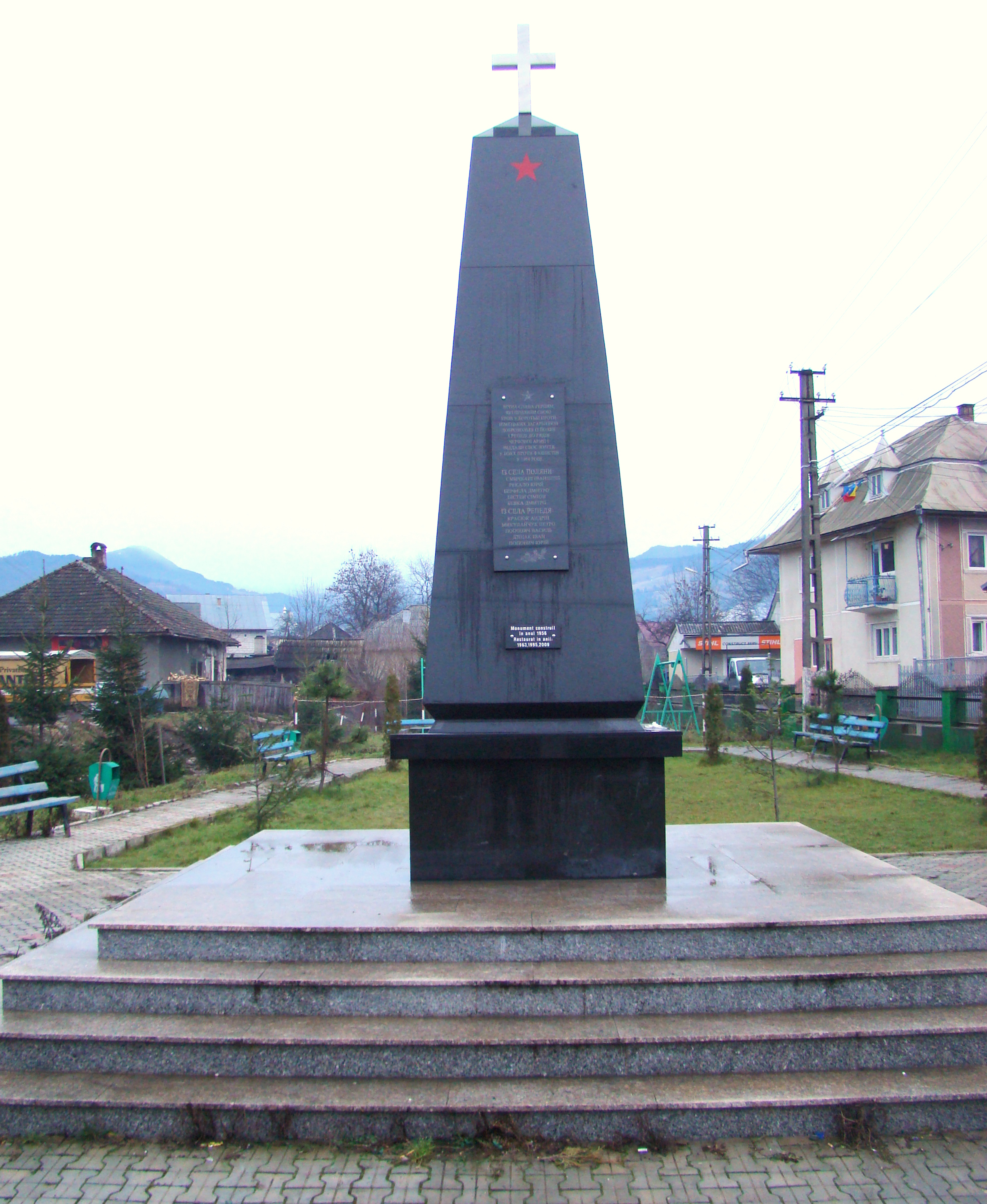
Пам'ятник радянським воїнам, що загинули тут у 1944 році